# Ōkubo Tadayo
Ōkubo Tadayo (大久保 忠世?; 1532 – 28 ottobre 1594) è stato un samurai e generale del clan Ōkubo che servì Tokugawa Ieyasu verso la fine del periodo Sengoku. Divenne daimyō all'inizio del periodo Edo.
Ōkubo Tadayo fu il figlio maggiore di Ōkubo Tadakazu, un servitore ereditario del clan Tokugawa. Nacque in quella che è oggi la città di Okazaki nella provincia di Mikawa, e fu presente in tutte le campagne di Tokugawa Ieyasu, inclusa la battaglia di Mikatagahara (1573). In questa battaglia guidò un attacco notturno con Amano Yasukaga contro le posizioni Takeda. Combatté anche nella battaglia di Nagashino (1575) durante la quale subì gravi perdite contro gli uomini guidati da Yamagata Masakage. Chiamato Shinjuro (新十郎??), per le sue abilità era considerato come uno dei sedici generali di Ieyasu e gli fu affidato il castello di Futamata nella provincia di Tōtōmi. Dopo la morte di Oda Nobunaga nel 1582, Ieyasu espanse il suo governo sulla provincia dello Shinano, e Tadayo gestì questa campagna dalla sua base nel castello di Komoro. Fu uno dei comandanti che fallirono nel tentativo di castigare Sanada Masayuki durante l'assedio del castello di Ueda nel 1585 poiché non voleva cedere il controllo del castello di Numata. 
Dopo l'assedio di Odawara (1590), Ieyasu fu trasferito dalla regione di Tōkai a quella del Kantō. Toyotomi Hideyoshi ordinò che Tadayo fosse elevato a rango di daimyō e gli fu assegnato il feudo di Odawara, con un ricavo di 45.000 koku.
Continuò a governare ad Odawara fino alla sua morte avvenuta nel 1594, e fu succeduto dal figlio Ōkubo Tadachika.